# Kim Jun-su (cầu thủ bóng đá)
Đây là một tên người Triều Tiên, họ là Kim.
Kim Jun-su (sinh ngày 29 tháng 7 năm 1991) là một cầu thủ bóng đá Hàn Quốc thi đấu cho Asan Mugunghwa FC cho mượn từ Jeonnam Dragons ở K League Classic.